# Fernando Bascopé Müller
Fernando Bascopé Müller SDB (ur. 4 kwietnia 1962 w Santa Cruz) – boliwijski duchowny katolicki, biskup polowy Boliwii w latach 2014–2022, biskup pomocniczy San Ignacio de Velasco od 2022.

## Życiorys
Święcenia kapłańskie przyjął 23 września 1991 w zgromadzeniu salezjanów. Pracował głównie w formacyjnych placówkach zakonnych, był także m.in. radnym boliwijskiej inspektorii oraz krajowym delegatem ds. duszpasterstwa młodzieży.
15 lipca 2010 papież Benedykt XVI mianował go biskupem pomocniczym diecezji El Alto ze stolicą tytularną Naratcata. Sakry biskupiej udzielił mu 9 września 2010 biskup El Alto - Jesús Juárez Párraga.
24 września 2014 papież Franciszek ustanowił go biskupem polowym Boliwii.
29 czerwca 2022 papież Franciszek zwolnił go z funkcji biskupa polowego Boliwii i mianował biskupem pomocniczym w San Ignacio de Velasco przydzielając mu stolicę tytularną Fidoloma.